# Danza della spada

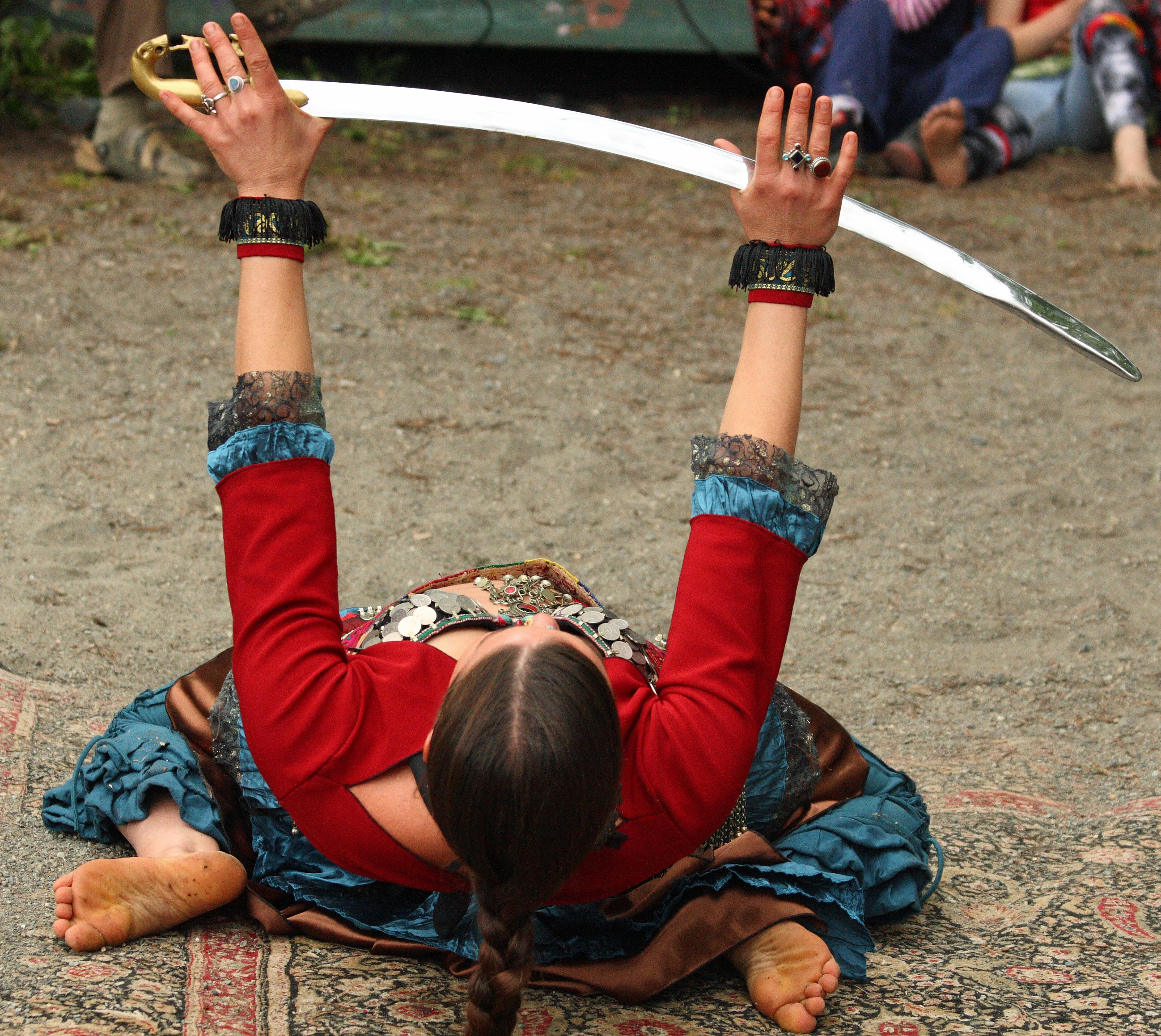
Donna che esegue una danza della spada

Il termine danza della spada indica le danze d'armi appartenenti al gruppo delle danze propiziatorie.

## Nel mondo

### Cina e Vietnam
Le danze con la spada in Cina e Vietnam prendono il nome di jian wu o múa kiếm e nacquero come esercitazioni militari con spade e lance per poi evolversi in elaborate ed acrobatiche coreografie. La jian wu era una delle quattro danze classiche utilizzate nell'opera cinese e in quella vietnamita. Ognuna di queste danze era molto significativa all'interno delle rappresentazioni operistiche e spesso venivano utilizzate per dare forma e carattere alla trama. La danza della spada aveva anche una valenza rituale in quanto veniva eseguita per comunicare agli spiriti dei morti dei sentimenti che avrebbero altrimenti potuto sconvolgere gli equilibri di una famiglia.
Ci sono numerosi stili nell'arte della danza con la spada. Molti di essi si focalizzano sul rilassamento e flessibilità, mentre altri si concentrano sulla velocità e la forza. In Cina e Vietnam vengono usati diversi tipi di armi quando si esegue una danza d'armi. Una spada lunga viene solitamente maneggiata con movimenti più lenti durante un'esibizione da solista, mentre le scimitarre più corte vengono utilizzate per eseguire coreografie più rapide tra due o più persone. Ogni stile richiede determinati movimenti che costringono il ballerino a essere molto agile e atletico.

### India
Molte danze con la spada nel subcontinente indiano hanno avuto origine dalle tradizioni marziali della regione, il cui esempio è esemplificato nella tradizione di lunga data gatka, derivante dal principio della militarizzazione monolitica e teosofica proprio del sikhismo. I paika akhada, usati in passato per addestrare i guerrieri dell'Orissa, eseguono oggi danze della spada per le strade durante i festival. Altri balli come il mer dandiya sono invece rappresentazioni teatrali di battaglie, mentre altri, come il chholiya della regione di Kumaon, erano usati per allontanare gli spiriti maligni. Oggi le danze con la spada sono eseguite durante i matrimoni e altre celebrazioni nel subcontinente indiano.

### Medio Oriente

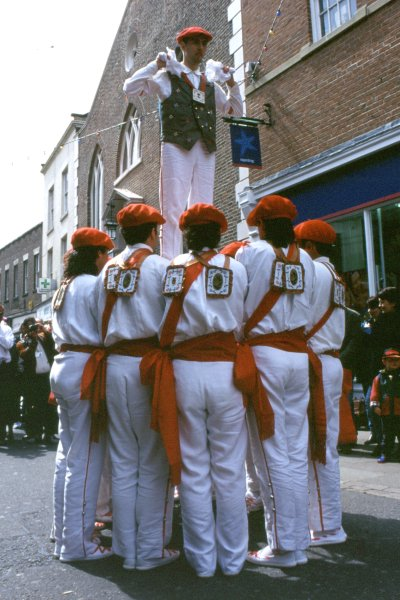
Danzatori della spada a Markina-Xemein, nei Paesi Baschi

Le danze con le spade arabe (raqs al-saïf) si sono evolute dalla lotta con la spada tra gli uomini, sia in Egitto che in Turchia. Durante la dominazione ottomana, ci fu un periodo in cui la danza della spada fu vietata dal sultano, poiché temeva che i ballerini, una volta appropriatesi delle spade dei soldati per eseguire le danze, potessero approfittarne per uccidere le guardie ora disarmate e rubare le armi. Raramente le donne eseguivano le danze della spada nell'Asia occidentale. In Egitto gli uomini eseguivano una danza con le spade chiamata el ard; le donne adottavano raramente le spade nel corso delle loro esibizioni. Diversi dipinti e incisioni dell'artista francese Jean-Léon Gérôme, che visitò l'Egitto nel XVIII secolo, mostrano ballerini di spada che tengono bilanciate le spade sulle loro teste. La danza turca Kılıç Kalkan di Bursa viene eseguita esclusivamente da uomini con spada e scudo, e rappresenta la conquista ottomana della città. Gli artisti indossano abiti da battaglia ottomani e ballano al suono di spade e scudi che si scontrano.

### Alpi
Anche in Europa, in varie località della catena alpina sia in area di cultura germanica che in altre zone, come ad esempio a Bagnasco o a Fenestrelle, viene praticata la schwerttanz o danza della sciabola.